# Eriksdale
Eriksdale är en ort i Kanada.   Den ligger i provinsen Manitoba, i den sydöstra delen av landet, 1 800 km väster om huvudstaden Ottawa. Eriksdale ligger 270 meter över havet och antalet invånare är 846. Den ligger vid sjöarna  Big Swan Lake Island Lake och West Shoal Lake.
Terrängen runt Eriksdale är mycket platt. Trakten runt Eriksdale är nära nog obefolkad, med mindre än två invånare per kvadratkilometer.. 
Omgivningarna runt Eriksdale är en mosaik av jordbruksmark och naturlig växtlighet.